# Hand in My Pocket
Hand in My Pocket is een nummer van de Canadese zangeres Alanis Morissette. Het is de tweede single van haar tweede studioalbum Jagged Little Pill uit 1995. Op 16 oktober dat jaar werd het nummer eerst in de VS en Canada uitgebracht. In november 1996 volgden Europa, Australië en Nieuw-Zeeland.

## Achtergrond
Na het enorme succes van het snerpende "You Oughta Know" brengt Alanis Morissette het lichtere "Hand in My Pocket" uit. Het in een kwartiertje geschreven nummer zit vol tegenstellingen. De single werd vooral in Morissette's thuisland Canada, de VS, het Verenigd Koninkrijk en in Oceanië een hit. In Canada behaalde de single de nummer 1-positie. Ondanks dat de single in Nederland slechts de 86e positie bereikte in de publieke hitlijst; de Mega Top 100 op Radio 3FM en in België helemaal géén notering wist te behalen in zowel de beide Vlaamse hitlijsten als de Waalse hitlijst, werd het toch een grote radiohit in het Nederlandse taalgebied.